# Festuca moyana
Festuca moyana là một loài thực vật có hoa trong họ Hòa thảo. Loài này được Erdner mô tả khoa học đầu tiên năm 1911.